# Armored
Armored (en Hispanoamérica: Asalto al camión blindado; en España: Blindado) es una película norteamericana de suspense y gánsteres del año 2009. Está dirigida por Nimród Antal, escrita por el guionista primíparo James V. Simpson, y protagonizada por Matt Dillon, Jean Reno y Laurence Fishburne. Se estrenó el 4 de diciembre de 2009.

## Sinopsis
Ty Hackett (Columbus Short), un ex veterano del servicio armado es miembro de la seguridad de Eagle Shield en uno de sus muchos equipos de transporte blindado donde su jefe es Duncan Ashcroft (Fred Ward). Es el tutor legal de su hermano menor Jimmy (Andre Kinney) tras la muerte de sus padres. Recibe constantes cartas sobre la inminente ejecución hipotecaria de su casa y el estado está considerando colocar a Jimmy en un hogar de acogida, debido a su absentismo escolar y la incapacidad de Ty para cuidarlo adecuadamente. Mike Cochrane (Matt Dillon), su padrino y compañero de trabajo, se acerca a Ty y le informa del plan de Mike para robar el dinero ($ 42 millones de dólares) que se transfiere del sistema de la Reserva Federal a los bancos locales. Ty rechaza la oferta de participar en el crimen.
A la mañana siguiente, después de recibir garantías de Mike de que nadie resultará herido, Ty accede a regañadientes a participar. El equipo de seis personas van al lugar para recoger el dinero, después se dirigen a una fábrica de acero abandonada donde Ty se da cuenta de que la radio no funciona para así evitar comunicaciones a la reserva, Mike informa al grupo que tienen solo 50 minutos para reportarse, decir vez que todo salió mal y que fueron secuestrados según el plan, luego descargan el primer camión en bolsas dentro de un ducto para recogerlo más tarde, pero su plan se ve comprometido cuando un vagabundo que vive en la fábrica los observa. El grupo lo atrapa y comienzan a discutir sobre qué hacer con él, mientras el vago trata de escapar arrastrándose por el suelo; Baines (Laurence Fishburne) dispara instintivamente al testigo potencial, el equipo comienza a tener un altercado con Baines, mientras que Ty trata de llevar al vago a un hospital cercano, pero Mike dispara y mata finalmente al vagabundo, molesto y asustado por esto, Ty se atrinchera dentro del otro camión con los $ 21 millones restantes adentro. Mike trata de convencerlo, pero Ty trata de huir del lugar, Mike no le queda de otra qué usar el otro camión y caen en una persecución donde el camión de Ty queda atrapado adentro de la fábrica producto del choque, el grupo le quita la bujía para evitar que lo conduzca, pero Ty activa la alarma del camión, la cual llama la atención de Jake Eckehart (Milo Ventimiglia), un ayudante del sheriff local mientras comía su desayuno en un restaurante cercano.
La alarma se apaga y los ladrones restantes planean entrar en el camión 2 golpeando los pasadores de las bisagras de las puertas e inventarse una historia de Ty resultando muerto y protegiendo al grupo de los supuestos secuestradores, Jake llega al lugar con su coche de patrulla para investigar el sonido de la sirena y los golpes metálicos, Quinn (Jean Reno) lo divisa y le informa a Mike, el cual sale de la fábrica para tratar de convencerlo de que se vaya y no sospeché nada, en esas Ty restablece con éxito la energía de la alarma del camión por un momento y Jake se da cuenta de que algo sucede, así que Baines le dispara y lo hacen entrar a arrastras al lugar, mientras los ladrones alegan de que ya es la segunda vez de que hieren a alguien, Ty aprovecha la confusión, sale del camión, se dirige al ducto, rocía con gasolina el dinero guardado y le prende fuego con una bengala, los demás se distraen al ver el dinero quemándose mientras Ty mete a Jake en el camión 2 para evitar que lo maten. El grupo de ladrones al ver que perdieron la mitad del dinero siguen con el plan de abrir el otro camión para sacar los otros $21 millones. Dobbs (Skeet Ulrich) comienza a tener dudas sobre la operación y está de acuerdo con Ty para quitarle el fusible del saco de Mike y colocarlo de nuevo en el motor del camión 2. Dobbs es atrapado tratando de volver a colocarlo donde Palmer (Amaury Nolasco) lo lleva a otro lugar y lo apuñala con una varilla hasta matarlo.
Mientras los ladrones restantes continúan quitando las bisagras de las puertas a golpes, Quinn con órdenes de Mike va a la casa de Ty con el camión 1 para llevarse a Jimmy y convencer a Ty de salir por las buenas o mataran a su hermano ahorrando tiempo de abrir el camión 2.
Ty cubre las ventanas interiores con varios billetes para evitar que los vean y usa una trampilla oculta del camión 2 para salir por debajo sin ser visto y se lleva la radio de Jake al techo en un intento de contactar a las autoridades. Mike se da cuenta de que hay alguien en el techo y manda a Palmer a investigar, después esté atrapa a Ty al llamar a la policía y puede convencer a Palmer de que lo que están haciendo no está bien. Palmer, en consecuencia, se suicida al caer del techo. Ty regresa con Jake al camión sin ser descubierto, Mike y Baines revelan a Ty que Jimmy esta secuestrado por Quinn. Ty cumple con sus demandas siendo sacados del camión a la fuerza, antes de que Quinn y Baines se dirijan por el otro cargamento de dinero.
Los dos hombres mueren al abrir la caja por una trampa explosiva improvisada con las demás bengalas a modo de dinamita que Ty armó durante el encierro. Ty le dice a su hermano que se esconda con Jake mientras va por ayuda, pero Mike sobrevive a la explosión y persigue a Ty en el camión blindado 1, daña el auto policial de Jake al que Ty trato de usar y la persecución va a un corredor estrecho y termina cuando Mike choca contra un pozo, el accidente es fatal para él. Más tarde la escena se dirige a una sala de espera, mientras Jake se recupera en el hospital, Ashcroft le dice a Ty que Jake habló de sus esfuerzos para detener a los ladrones. Se habla de darle una recompensa a Ty. Con Jimmy también siendo dado de alta del hospital, Ty y su hermano se van a casa sabiendo que sus problemas con la hipoteca se resolverán y de su custodia.

## Reparto
- Eden Sher cómo Anna
- Atticus Shaffer como David
- Charlie McDermott como Juanjo
- Patricia Heaton como Lina
- Neil Flynn como Alvaro
- Daniella Bobadilla como Carla
- Galadriel Stineman como Chloe
- Gia Mantegna como Riley
- Alexa Vega como Elisabeth

## Recepción
La película no fue proyectada a la crítica antes de su estreno. Recibió críticas mixtas, obteniendo una calificación de 40% en Rotten Tomatoes.
Opinando en el New York Times, AO de Scott escribió que el director húngaro Nimród Antal «tiene un estilo pasado de moda, funcional [...] Se ha realizado una película de serie B descarada: básica, brutal ya veces torpe, pero lejos de ser mudo y no está mal del todo». La película no minimiza la gravedad de la matanza y transmite un sombrío panorama sobre el tizón económica «con pasión tranquila y convicción», escribió Scott. La cinematografía de Andrzej Sekuła (también responsable de la fotografía en Reservoir Dogs y Pulp Fiction) ayuda a capturar ese estado de ánimo, según Scott.
La película fue lanzada «accidentalmente» por Sony en PlayStation Network de forma gratuita, siendo retirada después de un período de tiempo indeterminado. La película fue emitida cuando todavía estaba siendo exhibida en los cines y aunque el error fue finalmente descubierto, se cree que fue descargada miles de veces antes de que fuera muy tarde.